# Strategus talpa
Strategus talpa är en skalbaggsart som beskrevs av Fabricius 1792. Strategus talpa ingår i släktet Strategus och familjen Dynastidae. Inga underarter finns listade i Catalogue of Life.